# 特溫芒廷 (新罕布什爾州)
特溫芒廷（英語：Twin Mountain）是位於美國新罕布什爾州庫斯縣的非建制地區。

## 歷史
特溫芒廷的郵局自1869年營運至今。

## 地理
特溫芒廷所處的海拔為高於海平面427米（即1401英呎），而該地所採用的時區為UTC-5，即北美东部时区（EST）。同時該地設有夏令時間，為UTC-5調快一小時，即UTC-4（EDT）。